# Aurelia solida
Aurelia solida är en manetart som beskrevs av Browne 1905. Aurelia solida ingår i släktet Aurelia och familjen Ulmaridae. Inga underarter finns listade i Catalogue of Life.